# Jugendclub BBC

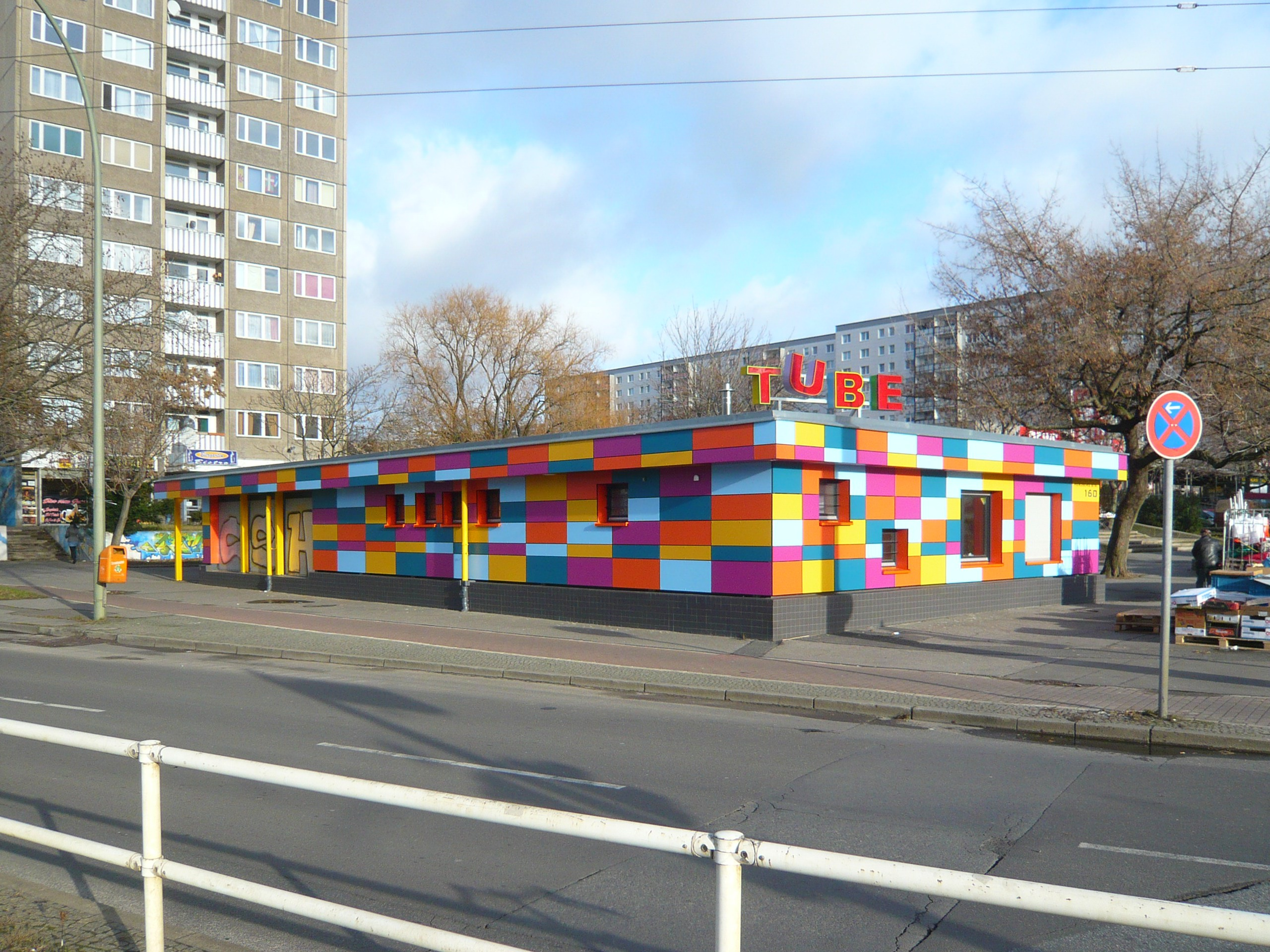
Der BBC Jugendklub in seinem neuen Clubhaus, von Südwesten gesehen

Das Haus BBC Jugendclub oder Tube ist eine im Jahr 2011 fertiggestellte neue Kinder- und Jugend-Freizeiteinrichtung für den „Bernhard-Baestlein-Club“ (BBC) im Ortsteil Berlin-Fennpfuhl des Bezirks Lichtenberg. Das Bauensemble besteht aus einem total umgebauten 1976 eröffneten Fußgängertunnel unter dem Weißenseer Weg nahe der Kreuzung mit der Herzbergstraße und dessen Zugangsgebäude auf der Ostseite des Weißenseer Wegs. Die neue Postadresse ist TUBE Jugendklub Herzbergstraße 160. Zuerst hatte der 1992 gegründete Club sein Domizil in der Bernhard-Baestlein-Straße 3. Seit dem 1. Januar 2008 befindet sich der BBC Jugendklub in der Trägerschaft der Sozialdiakonischen Jugendarbeit Lichtenberg e.V.

## Geschichte des Clubgebäudes
Als in den 1970er Jahren das Neubaugebiet, damals noch Lichtenberg-Nord genannt, errichtet worden war, wurde ein unterirdischer Zugang zum Mittelstreifen des Weißenseer Wegs mit den Haltestellen mehrerer Straßenbahn-Linien angelegt. Er war von der West- und der Ostseite der Straße über Treppen oder Rampen nutzbar. In der Mitte gab es einen Treppenaufgang zu den Haltestellen. Nach der Wende wurde die westliche Straßenseite auf der Fläche des früheren Roederplatzes mit einem Einkaufszentrum (CityPointCenter genannt) bebaut, das nun einen niveaugleichen Straßenübergang erhielt. Damit verlor der Tunnel seine eigentliche Bedeutung und wurde Ziel von Vandalen, diente auch zum Urinieren oder als Versteck für die illegalen Zigarettenhändler. So ließ die BVV Lichtenberg im Jahr 2000 den Durchgang schließen.

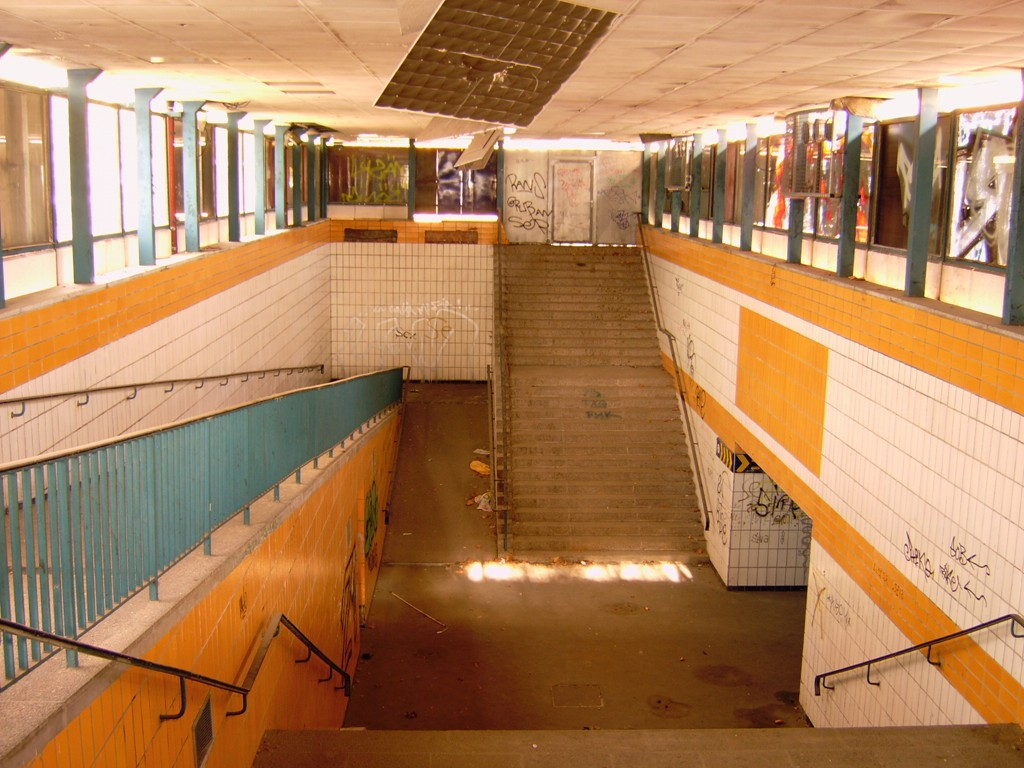
Blick in den Tunnel von seinem westlichen Eingang aus, Zustand 2006

Zu überlegen war nun, den Tunnel vollständig zu beseitigen und zuzuschütten oder eine andere Nutzung für ihn zu finden. Der auf der Ostseite der Straße befindliche Ausgang endete in einem Flachbau, der auch einen Zeitungsladen enthalten hatte. So entstand schließlich die Idee, den Flachbau nach umfassender Sanierung umzugestalten und den geräumigen Tunnel als Diskothek nutzbar zu machen. Als Betreiber fand man den Verein „Sozialdiakonische Jugendarbeit“, der mit interessierten Jugendlichen, einem Sponsor und einer bezirkseigenen Finanzierungsmöglichkeit die benötigte Summe von rund 300.000 Euro auftreiben konnte. Die BVV Lichtenberg erteilte im Jahr 2009 die Baugenehmigung.

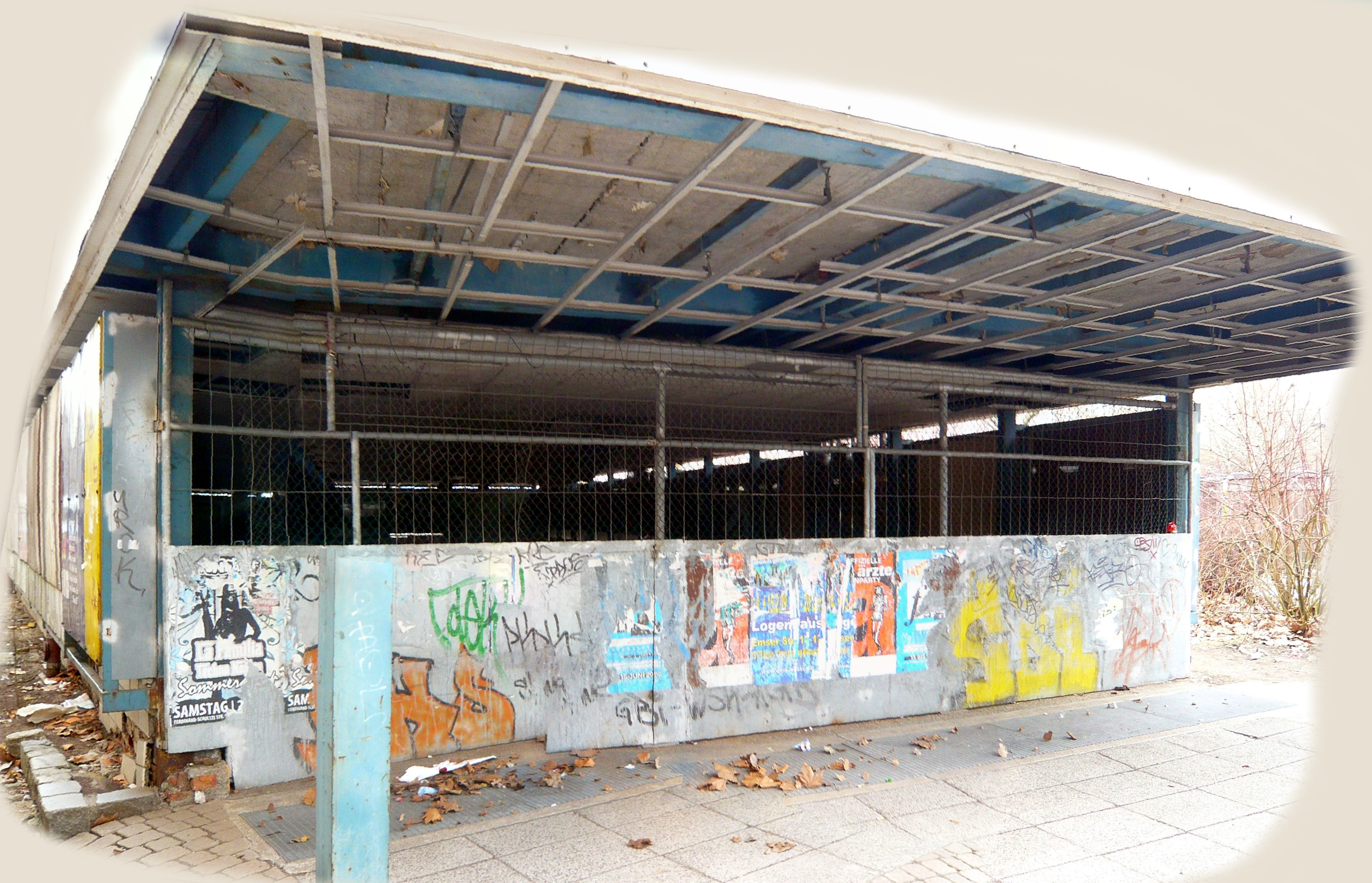
Tunnelausgang West (am Roederplatz) im März 2011 vor seinem Abriss

## Namensgebung, Umbauarbeiten und Einweihung
Im August 2010 konnten die Umbauarbeiten beginnen.
Als Namen legte man gemeinsam „Tube“ (vom englischen U-Bahn, Röhre, Fernsehen) fest. Sprayer machten diesen Planungsfortschritt mit einem Graffiti-Bild an einer Parkplatzmauer neben dem östlichen Tunneleingang bekannt. Das Umfeld wurde in einer öffentlichen Aktion aufgeräumt und neu hergerichtet, dann begann die Sanierung des Flachbaus und die unterirdischen Einrichtungen wurden eingerissen, umgebaut und erneuert.
Am 14. September 2011 bezog der Klub offiziell die neuen Räumlichkeiten, die rund 340 m² umfassen, während auf der westlichen Straßenseite die Tiefbauarbeiten mit dem Abriss des Tunnelzugangs ihrem Ende entgegengingen. Übrig blieb ein einfacher neu aufgemauerter Notausgang, die Treppe zur Straßenbahn wurde beseitigt und an ihrer Stelle ein großer Be-/Entlüftungsschacht eingebaut.

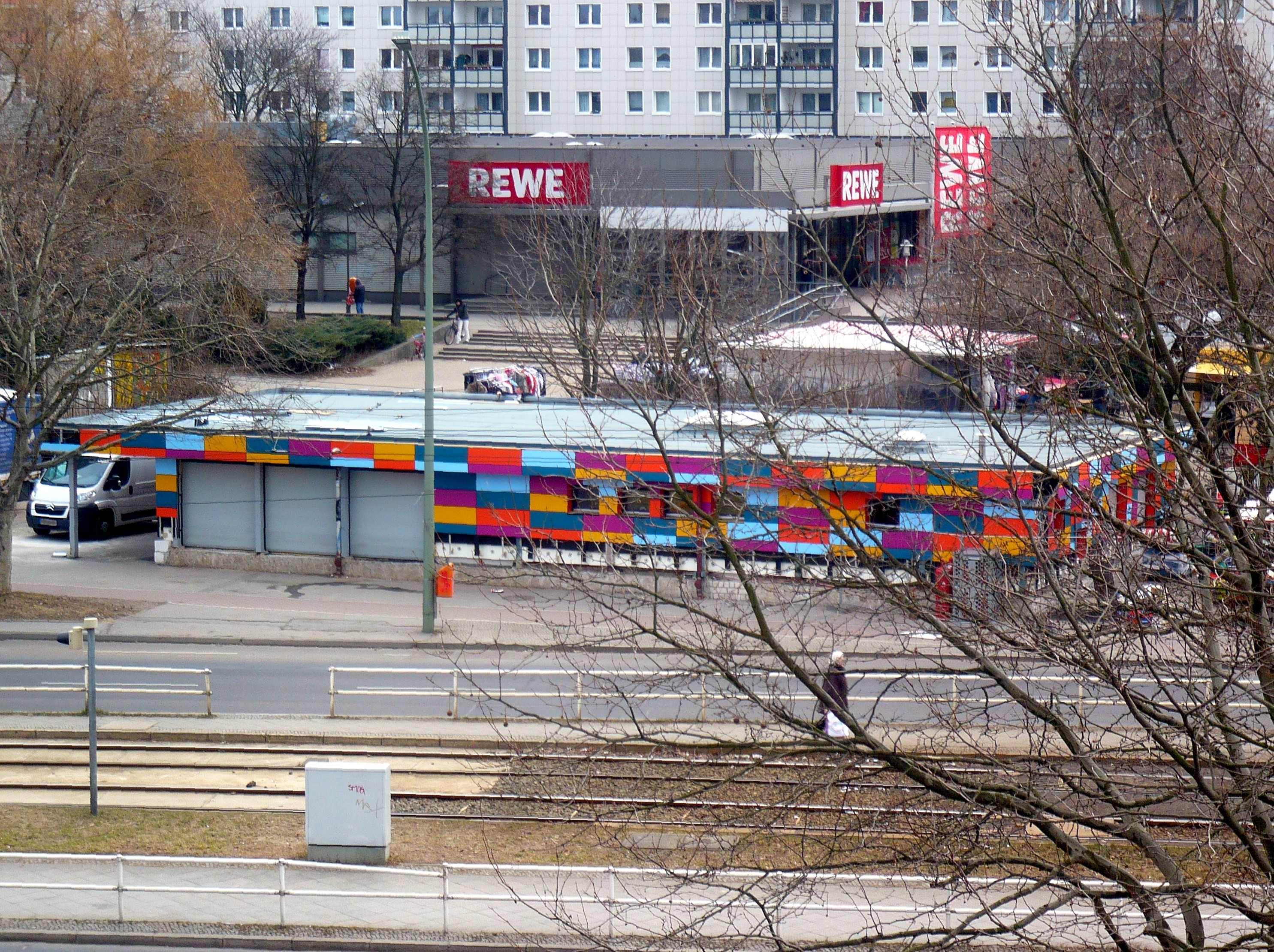
Umgebauter Flachbau des ehemaligen Tunnelausgangs Ost im März 2011

Die Freizeiteinrichtung wird auch weiterhin unter dem Namen ihres Hauptbetreibers „BBC Jugendclub“ vermarktet. (Der Name hat nichts mit dem englischen Sender BBC zu tun.) Im Herbst 2011 gingen die Sprayer noch einmal ans Werk und gestalteten Mauern in der Nähe des mit farbigen Fliesen verkleideten Eingangshäuschens mit fantasievollen Skizzen aus der Geschichte des Bezirks Lichtenberg und dem Schriftzug „BBC Jugendklub“.